# 威特发公司
威特发公司（Viterra Inc.，TSX：VT, ASX：VTA），是總部位於荷兰鹿特丹的一家从事粮油加工及贸易的大型跨国公司，在加拿大、美国、澳大利亚、新西兰占据市场领先地位，并出口到50个国家。
威特发公司的谷物处理与仓储、加工业务集中在世界上最重要的粮食产区之一的西加拿大与南澳大利亚，基本上控制了这两个地区绝大部分谷物收储基础设施。
威特发公司还运营着几家增值的业务公司，包括全资拥有的子公司：達科他種植者麵食公司（Dakota Growers Pasta Company）、21世紀糧食加工公司（21st Century Grain Processing Co.）、加拿大燕麥磨粉公司（Can-Oat Milling Inc.，世界上最大的燕麦磨粉企业），以及持有部分股份的草原麥芽有限公司（Prairie Malt Limited）。
为配套在西加拿大的谷物生产，威特发公司还拥有生产尿素和氨的加拿大化肥有限公司（Canadian Fertilizer Limited）的34%持股。

## 歷史
威特发公司的前身萨斯喀彻温小麦联营集团（Saskatchewan Wheat Pool），是二十世纪初期加拿大西部各省的小麦生产者组织起来的收购、仓储、加工、运销的合作社。2007年萨斯喀彻温小麦联营集团收购当时西加拿大最大的粮食处理企业农业联合公司（Agricore United），合併成立威特发公司。  
2009年5月19日，威特发公司宣布以14亿加元收购ABB穀物。ABB穀物以前是澳大利亚公营的，创建于1939年的澳大利亚大麦局。

2012年3月21日，嘉能可宣布以61億加元（約475億港元）（60亿美元），每股作價16.25加元，全購加拿大最大食品加工商Viterra。交易完成後，嘉能可會以26億加元向Agrium及Richardson出售Viterra在加拿大的部分資產。

## 威特发公司在中国
广西北部湾国际港务集团有限公司与加拿大威特发公司合资建设防城港枫叶粮油工业有限公司，中方股权占51%，加方占49%。 总投资3.4亿元人民币（折合4980万美元），主要生产菜籽油和菜籽粕；拥有2000吨/日油菜籽预处理压榨生产线，1500吨/日油脂浸出生产线，800吨/日油脂精炼生产线，150吨/日油脂小包装生产线，以及6万吨原料立筒罐、18000吨菜籽粕平房仓等辅助生产设施；生产规模为日加工油菜籽2000吨，年加工油菜籽60万吨，年产菜籽油22.23万吨，年产菜籽粕36.3万吨。